# Bruno Torpigliani
Bruno Torpigliani (ur. 15 kwietnia 1915 w Asciano, zm. 2 maja 1995) – włoski duchowny rzymskokatolicki, arcybiskup, dyplomata papieski.

## Biografia
24 października 1937 otrzymał święcenia prezbiteriatu. Pracował w Sekretariacie Stanu oraz w przedstawicielstwach papieskich w Kolumbii, Peru i w Wielkiej Brytanii.
1 września 1964 papież Paweł VI mianował go nuncjuszem apostolskim w Salwadorze i w Gwatemali oraz arcybiskupem tytularnym mallianijskim. 25 października 1964 przyjął sakrę biskupią z rąk sekretarza stanu kard. Amleto Giovanniego Cicognaniego. Współkonsekratorami byli sekretarz Świętej Kongregacji Nadzwyczajnych Spraw Kościelnych abp Antonio Samorè oraz biskup Arezzo Telesforo Giovanni Cioli OCarm.
Jako ojciec soborowy wziął udział w trzeciej i w czwartej sesji soboru watykańskiego II.
3 sierpnia 1968 został nuncjuszem apostolskim w Demokratycznej Republice Konga. 6 czerwca 1973 przeniesiony na urząd nuncjusza apostolskiego na Filipinach. Na tej placówce był zaangażowany w rozwój filipińskiego Kościoła - za jego kadencji nominacje otrzymało 50 filipińskich biskupów i utworzono 6 archidiecezji, 18 diecezji, 2 prałatury i 1 wikariat apostolski. Odbywał wizyty duszpasterskie na terenie całego kraju. Znany był również z działalności charytatywnej. Podczas rewolucji różańcowej w 1986 przekazał prezydentowi Marcosowi list od papieża Jana Pawła II z prośbą o pokojowe rozwiązanie kryzysu. W kwietniu 1990, w związku z osiągnięciem wieku emerytalnego, przeszedł na emeryturę.